# Europahalle
Europahalle er en indendørs sportsarena i Karlsruhe i Tyskland. Hallen har plads til 9.000 tilskuere.